# Буська ратуша
Бу́ська ра́туша — приміщення міської ради міста Буська (Львівська область). Розташована у центрі міста, на площі 900-річчя Буська, 1. 

## Відомості
Звели її порівняно недавно, 1999 року, на місці давнішого приміщення повітового суду. Це — остання ратуша, збудована в Україні в ХХ столітті.
Ратуша двоповерхова, майже квадратна у плані. Вона не відзначається багатством елементів декору, тому може здаватися дещо масивною і приземкуватою. Проте завдяки ратушній вежі з гострим дахом-шпилем, ламаним лініям даху та кільком оригінальним коминам, зробленим у вигляді башточок, вся споруда виглядає елегантно й ошатно.
На ратушній вежі 2011 року встановили новий годинник з чотирма циферблатами, діаметром понад 1,5 м. Виготовив його відомий львівський майстер Олексій Бурнаєв. У репертуарі годинника — 12 мелодій, які лунають щогодини; о 12.00 грає гімн України. Мелодія звучить кілька секунд. Уночі циферблат годинника підсвічується.
Ратушу використовують за її прямим призначенням — у ній міститься міська рада Буська та ще кілька державних установ.

## Світлини

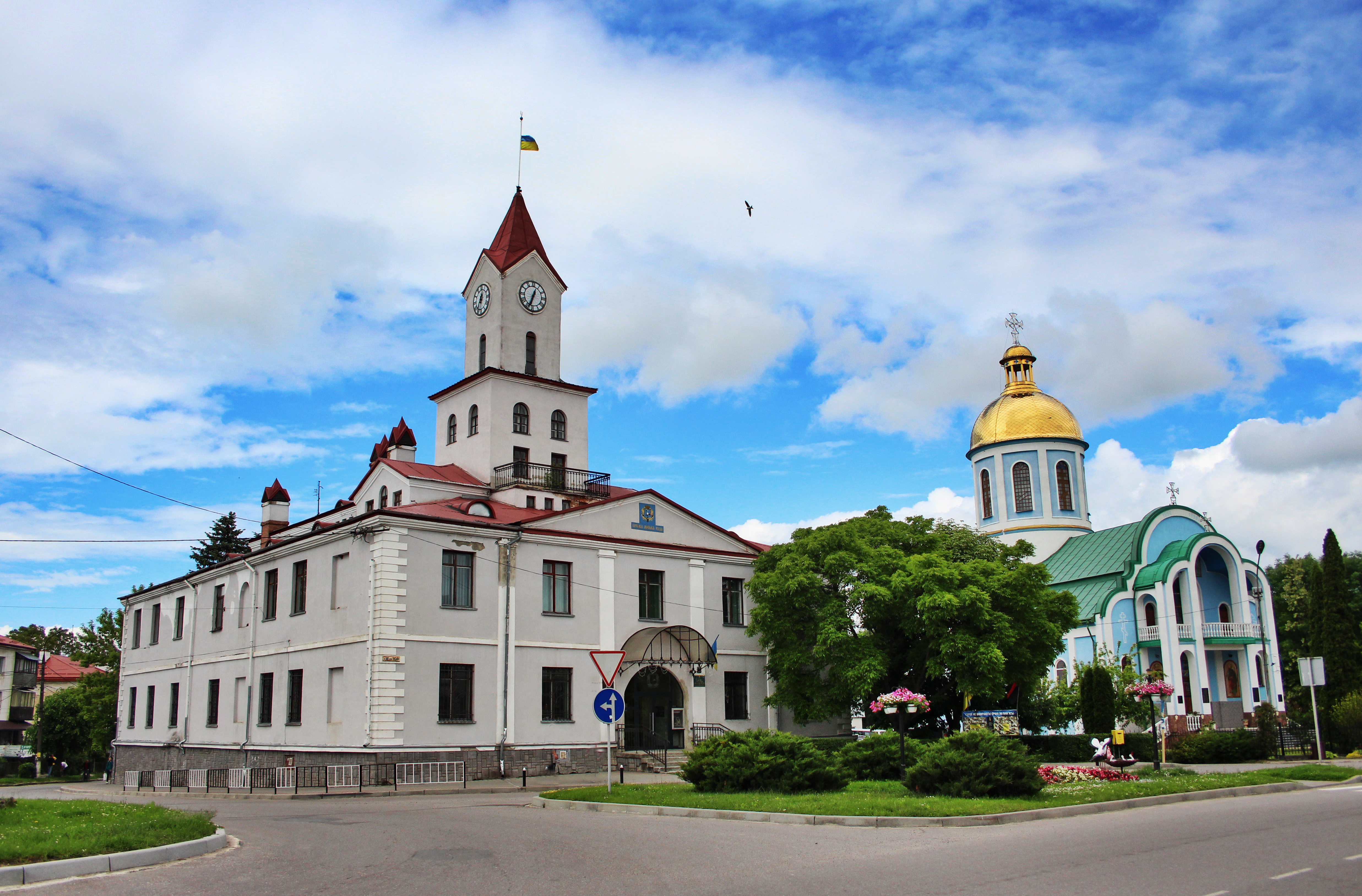
Ратуша
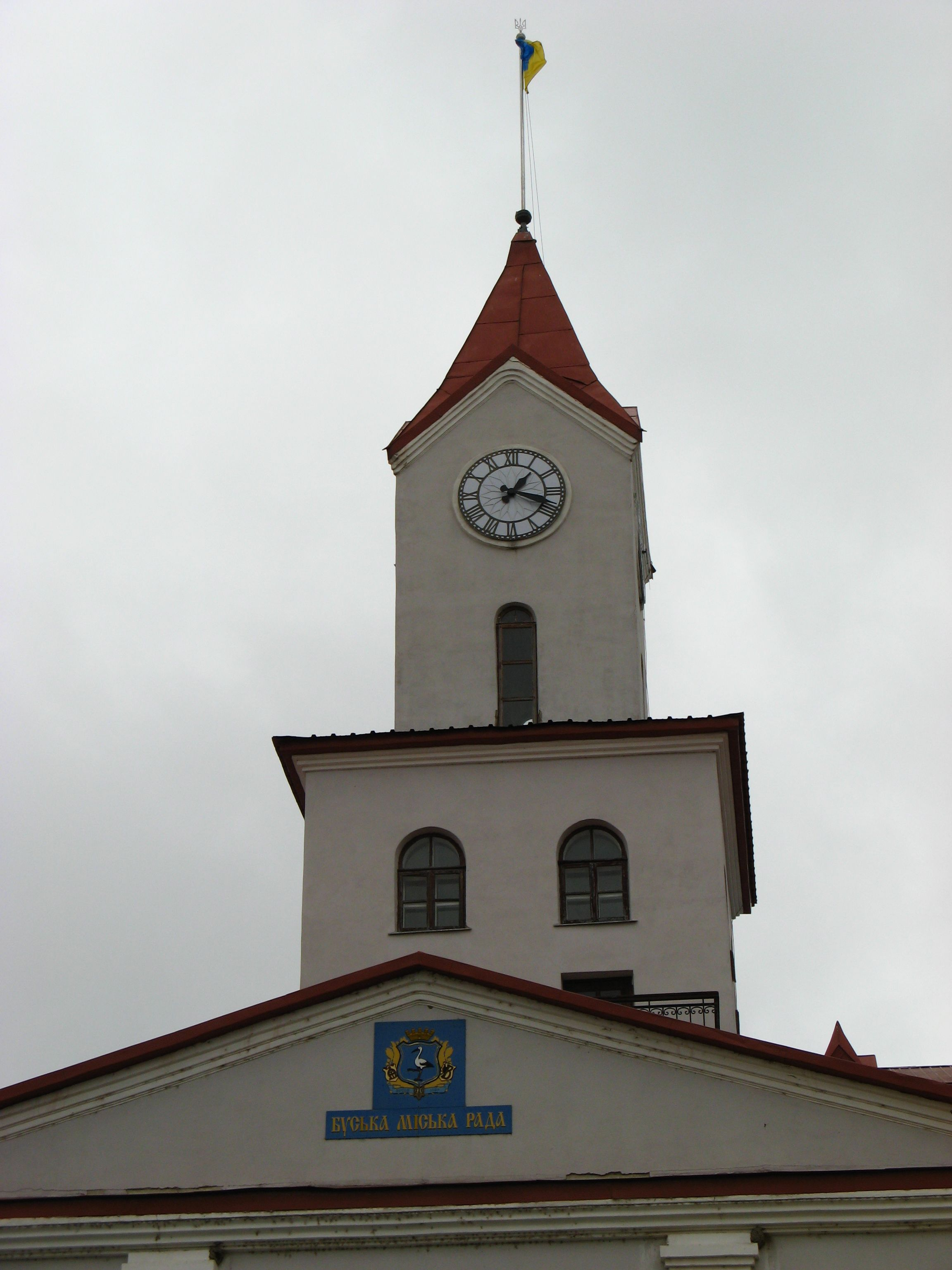
Ратушна вежа і герб Буська
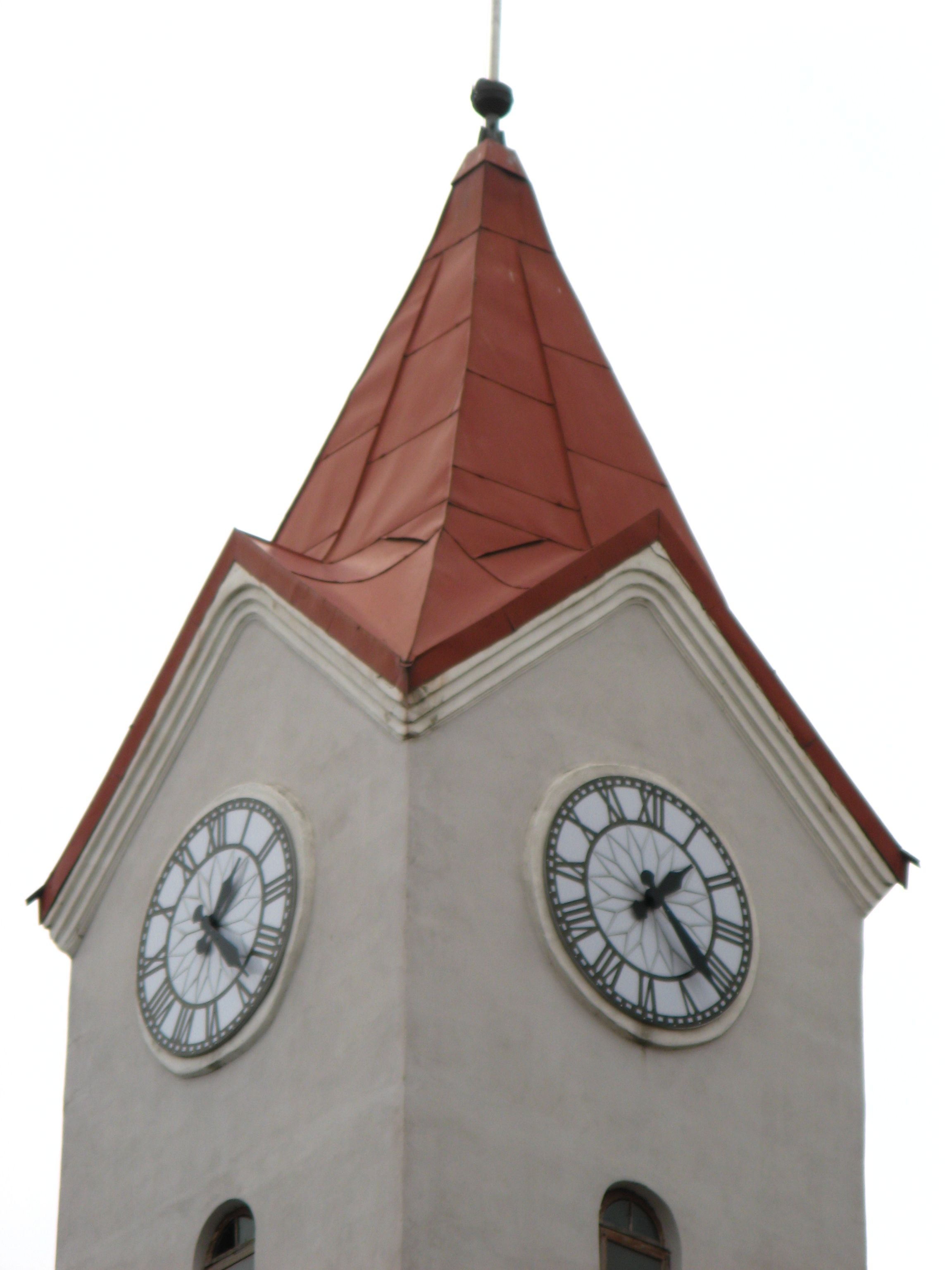
Годинник-куранти
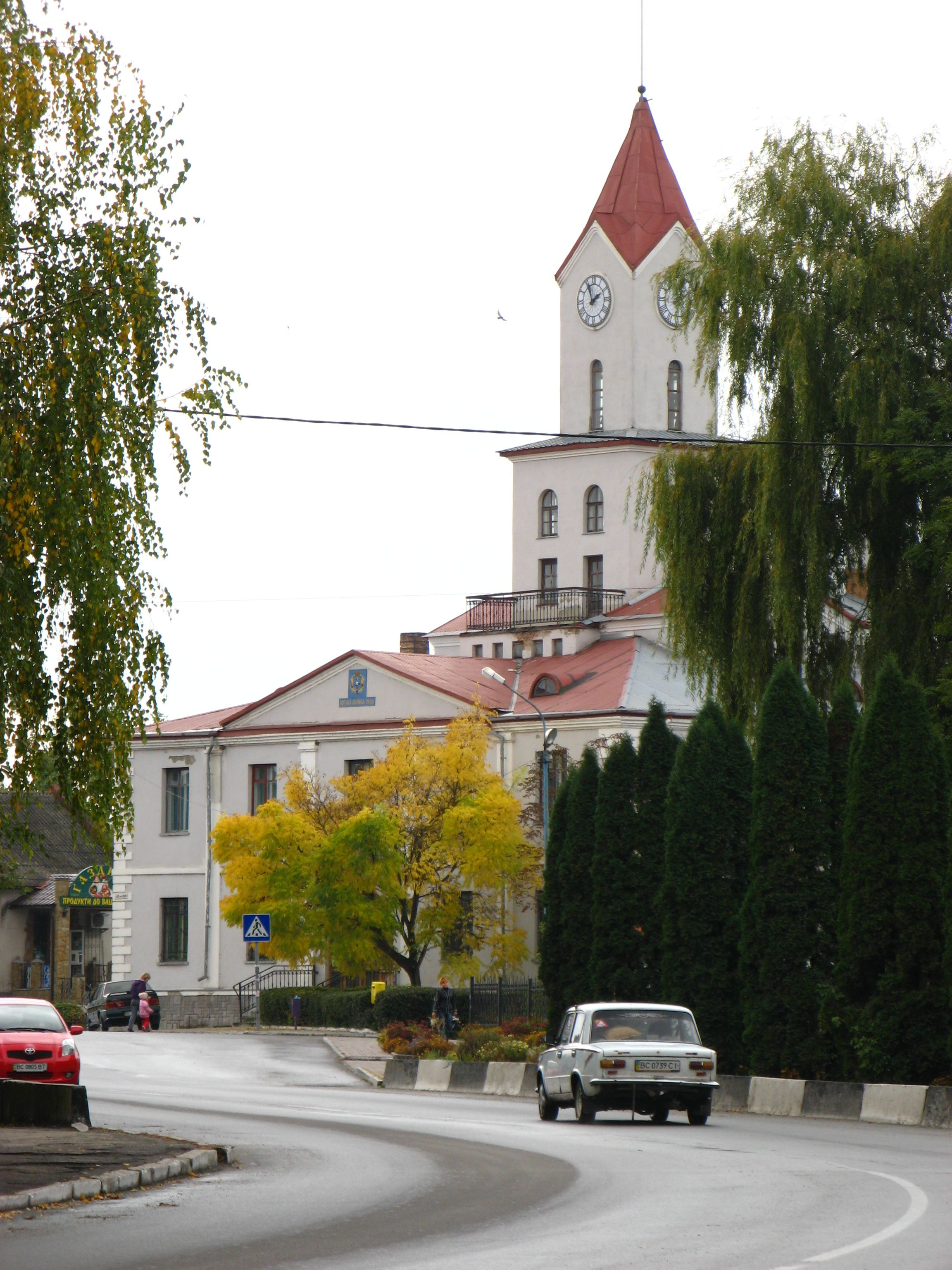
Вигляд на ратушу від брами палацу Бадені